# Саливон Григорій Дмитрович
Григо́рій Дми́трович Саливо́н (псевдонім: Григорій Тисяченко; *25 січня 1888, с. Мелехи, нині Чорнухинський район, Полтавська область — 1927, там же) — книгознавець, видавець і популяризатор української книги, автор бібліографічних статей, краєзнавець.

## Біографія
Григорій Дмитрович Саливон народився 25 січня 1888 року в Мелехах на Чорнухинщині.
Навчався в Красноярській приватній електротехнічній школі інженера Гадзинського. 
Трудовий шлях молодий Григорій розпочав електромеханіком на Південній залізниці, потім працював десятником на будівництві трамвайної лінії в Одесі. 
В 1912 році Григорій вступив до Київського політехнічного інституту на архітектурний факультет. Але і перша і друга обрані спеціальності не стали для Григорія Саливона профільними. Він мріяв займатись книгознавством і журналістикою, почавши дописувати статті і друкуючись у різних виданнях, зокрема в «Одесских новостях», київській «Раді», а згодом у журналах «Червоний шлях», «Бібліологічні вісті», «Книгарь». 
В 1917 році Г. Д. Саливона запросили очолити друкарню «Товариства допомоги літературі й науці», де він швидко налагодив роботу з видання української книги.
Григорій Саливон був і серед перших працівників Всенародної бібліотеки України: працював старшим писарем, завідувачем будинку Всенародної (Національної) Бібліотеки з 21 лютого 1919 року по 30 травня 1920 року), читав лекції для молоді з історії книги, займався дослідженнями з книгознавства. 
Повернувшись влітку 1920 року на батьківщину (на Полтавщину), Григорій Дмитрович працював у 1920—23 роках у Лохвицькому повітовому  відділі народної освіти на посаді інспектора бібліотек, завідувачем друкарні. Йому належдить активна роль у підготовці і проведенні святкування 200-річчя від дня народження Г. С. Сковороди: був секретарем повітової ювілейної комісії, опікувався спорудженям пам'ятника, підготував і видрукував у місті Лохвиці книгу під псевдонімом Г. Тисяченко «Народний філософ-учитель Г. С. Сковорода. Його життя та діла». 
Г. Д. Саливон також долучився до справи популяризації творчої спадщини великого Кобзаря — виготовлені в друкарні картки з портретом Т. Г. Шевченка продавалися в книгарні журналу «Киевская старина».
Після створення в УСРР округів (1923) Г. Д. Саливон очолював окружну бібліотеку в місті Лубнах, широко популяризуючи книгу серед народних мас, вважаючи, що «вона повинна бути зрозуміла, повинна ясно й просто викладати селянинові потрібні йому знання, мова має бути не книжна, а близька до народної». Одночасно займався краєзнавством, збираючи матеріали з історії Лубенського повіту і першої української газети «Хлібороб», яка виходила в Лубнах.
Від пропозицій завідувати друкарнею Всеукраїнської Академії наук, працювати в Державному видавництві відмовився, але погодився працювати в харківському  видавництві «Радянський селянин». 
Після проведеної вкрай невдало операції у 1927 році життя Григорія Саливона обірвалось на другий день.
За заповітом культурного діяча похований у рідному селі, звідки починався його шлях, а книги з особистої бібліотеки (606 примірників) та архів передано до бібліотеки ВУАН (зараз Національна бібліотека України імені В.І.Вернадського).